# 차내판매

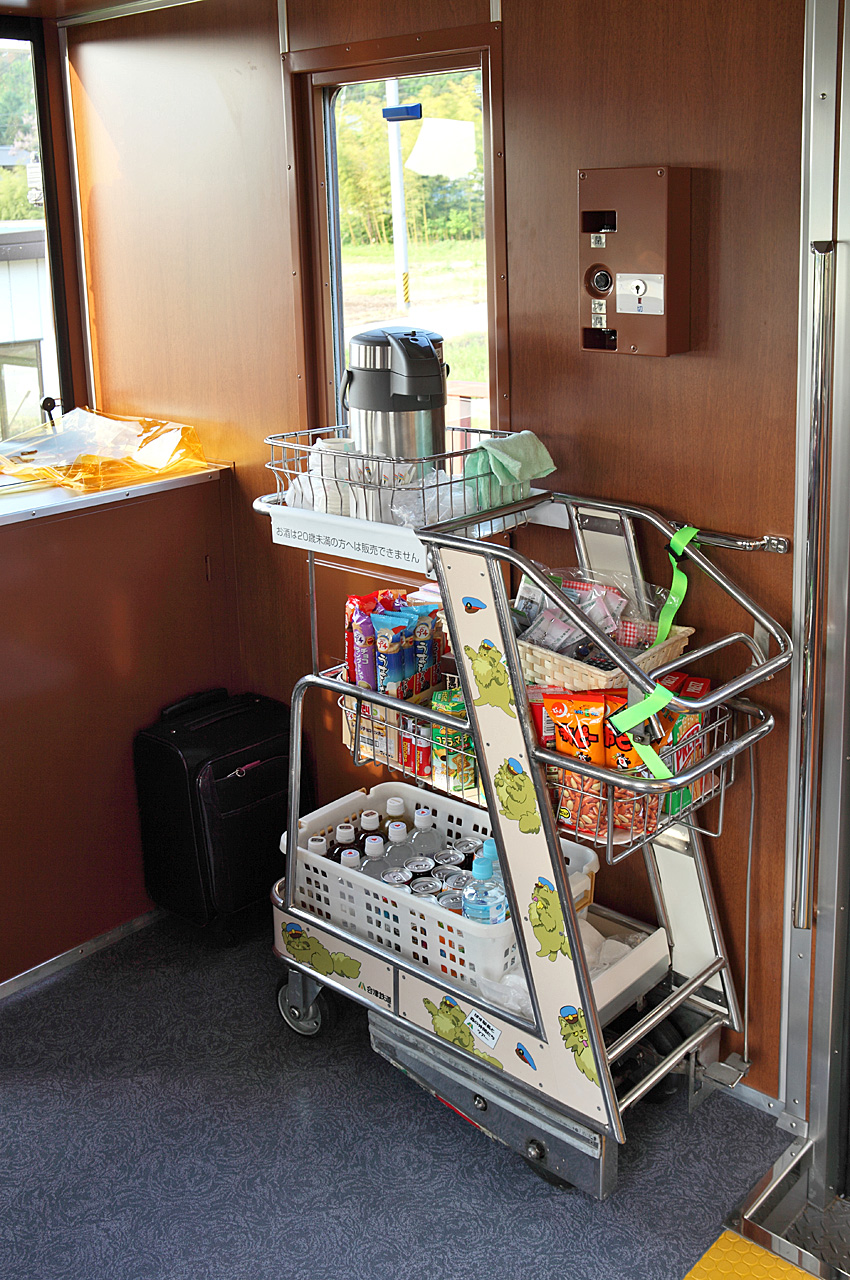
AIZU 마운트 익스프레스의 수레

차내판매(車內販賣)는 열차와 버스의 차내에서 물품을 판매하는 서비스이다. 음식물을 판매하기 위한 식당차와 함께 열차의 서비스 중 하나에 해당한다.

## 일본의 차내 판매
1934년, 철도성은 식당차가 연결되어 있지 않은 기차에서 도시락 판매의 요구가 있었기 때문에 시험적으로 판매했는데 호평이었기 때문에 열차 내 판매 절차를 제정하고 1935년 11월 본격적으로 시작했다.
주로 신칸센과 특급 열차 (주로 장거리 열차) 등, JR · 사철의 우등 열차에 전문 요원이 승무하고 각 차량의 통로를 정기적으로 순회하여 승객의 요구에 따라 물품 (주로 음식)을 판매하는 형태의 판매 행위를 가리킨다.
버스의 차내에서 전문 요원이 차내 판매하는 것은 아니지만, 일부 국가에서는 차량 판매가 이루어지는 버스 노선이 존재한다. 또한 일본에서도 가나가와 중앙 교통 그룹은 자회사의 쇼난 가나코 버스 등에서 셀프 서비스에 의한 차내 판매를 하고 있었지만, 이것은 운임 외 수입에 따른 버스 노선의 유지를 목적으로 하고 있다.